# یاتسکوویتسه
یاتسکوویتسه (به لاتین: Jackowice) یک روستا در لهستان است که در گمینا زدونه (استان ووتسکی) واقع شده‌است. یاتسکوویتسه ۵۲۰ نفر جمعیت دارد.